# Гуревич, Максим Исидорович
Максим Исидорович Гуревич (14 июня 1909, Москва — 15 апреля 1975, там же) — советский учёный в области гидродинамики.

## Биография
Родился в Москве в семье инженера.
В 1931 году окончил физико-математический факультет Московского государственного университета.
До 1951 года работал в Центральном аэрогидродинамическом институте (ЦАГИ). В 1933 году стал автором первой в Советском Союзе работы по нелинейной теории глиссирования. В 1944 году защитил кандидатскую, в 1949 — докторскую диссертацию. Уволился из ЦАГИ в период борьбы с космополитизмом.
В 1951 году перешёл на научно-педагогическую работу — профессор и заведующий кафедрой математики в Московском технологическом институте рыбной промышленности и хозяйства.
В 1960−1971 годах — профессор и до 1966 года заведующий кафедрой теоретической механики Московского института инженеров железнодорожного транспорта.
В 1964 году — лауреат премии АН СССР имени С. А. Чаплыгина.
С 1971 года — консультант по вопросам прикладной механики и гидродинамики во Всесоюзном НИИ рыбного хозяйства и океанографии (ВНИИРО).
Основные исследования связаны с разработкой теоретических и экспериментальных проблем глиссирования и теоретических вопросов удара о жидкость, теории пространств, сверхзвуковых течений, теории невязких струй и кавитационных течений, а также с вопросами применения законов гидродинамики в различных областях техники.
Соавтор метода расчёта слабо возмущённых течений Гуревича — Хаскинда.
Умер в 1975 году в Москве.

## Семья
Жена — Ирина Львовна Гольденвейзер (1908—1987 или 1995), дочь драматурга, киносценариста и режиссёра Л. В. Гольденвейзера, сестра математика и механика А. Л. Гольденвейзера.